# Драм (музичка група)
Драм (често стилизовано као д р а м) српска је музичка група из Београда.

## Историја

### Почеци и основни подаци
Групу Драм су у мају 2017. године основали Стефан Аћимовић (гитара, вокал), Марко Аризановић (клавијатуре, вокал), Бранко Димитријевић (бас-гитара, вокал) и Петар Савић (бубањ, вокал). Димитријевић и Аћимовић су се претходно дружили годинама, а први пут су заједно сарађивали у Pink Floyd трибјут бенду. Аћимовић је Аризановића упознао на MMI музичкој академији. Сва тројица су потом приступили саставу Демијан, али је он престао са радом после само годину дана.
Чланови Драма су у почетку музички стил групе описивали као мешавину плавооког соула, попа, инди рока и америчког рутс рока, док су у узоре убрајали Чета Фејкера, Мета Корбија и Еда Ширана. Касније су за музику коју праве почели да користе израз инди-гас.

## Чланови

### Садашњи
- Стефан Аћимовић [а] — гитара, главни вокал
- Марко Аризановић — клавијатуре, пратећи вокал
- Никола Грозданић — бубањ, електроника[4]
- Петар Благојевић — бас-гитара, пратећи вокал[5]

### Бивши
- Павле Савић — бубањ, пратећи вокал
- Бранко Димитријевић — бас-гитара, пратећи вокал

## Дискографија

### Студијски албуми
- Нећемо променити свет (2019)
- Превише свега (2022)

## Учешћа на фестивалима
- 2025 — Песма за Евровизију ’25, с песмом Вања (дисквалификовани пре одржавања фестивала)[6][7]

## Награде и номинације
- Награда Милан Младеновић

| Година | Номиновано дело | Исход    | Изв.  |
| ------ | --------------- | -------- | ----- |
| 2020.  | Дај ми све      | Освојено | [ 8 ] |

- Награде Годум

| Година | Категорија           | Номиновано дело | Исход    | Изв.  |
| ------ | -------------------- | --------------- | -------- | ----- |
| 2021.  | Награда за нове наде | —               | Освојено | [ 9 ] |

| Година | Категорија | Номиновано дело | Исход      | Изв.   |
| ------ | ---------- | --------------- | ---------- | ------ |
| 2022.  | Поп видео  | Цео град        | Номинација | [ 10 ] |
| 2024.  | Инди видео | Песма за В.     | Номинација | [ 11 ] |